# Aldzulup Poytzén
Aldzulup Poytzén är en ort i Mexiko.   Den ligger i kommunen Tancanhuitz och delstaten San Luis Potosí, i den centrala delen av landet, 250 km norr om huvudstaden Mexico City. Aldzulup Poytzén ligger 61 meter över havet och antalet invånare är 488.
Terrängen runt Aldzulup Poytzén är kuperad åt sydväst, men åt nordost är den platt. Runt Aldzulup Poytzén är det ganska tätbefolkat, med 120 invånare per kvadratkilometer. Närmaste större samhälle är Tampate, 5,6 km sydväst om Aldzulup Poytzén. Omgivningarna runt Aldzulup Poytzén är en mosaik av jordbruksmark och naturlig växtlighet.